# Antonio Ingroia
Antonio Ingroia (ur. 31 marca 1959 w Palermo) – włoski prawnik, śledczy i prokurator, zaangażowany w postępowania antymafijne, lider Rewolucji Obywatelskiej.

## Życiorys
Po ukończeniu studiów prawniczych uzyskał uprawnienia śledczego, rozpoczynając karierę zawodową w Palermo. Od 1987 pracował w sztabie antymafijnym (pool antimafia), którego liderami byli zamordowani w 1992 sędziowie śledczy Giovanni Falcone i Paolo Borsellino. Antonio Ingroia brał udział w różnych śledztwach dotyczących powiązań pomiędzy politykami, przedsiębiorcami i mafią (m.in. obejmującym Marcella Dell’Utriego). W 2009 objął stanowisko wiceprokuratora w Palermo zajmującego się działalnością antymafijną. Opublikował jako autor i współautor kilka pozycji książkowych, tj. L'associazione di tipo mafioso (1993), L'eredità scomoda (2001), C'era una volta l'intercettazione (2009).
W 2012 stanął na czele prowadzonego pod auspicjami ONZ śledztwa w sprawie handlu narkotykami w Gwatemali. Po dwóch miesiącach w styczniu 2013 powrócił do Włoch, aby rozpocząć kampanię wyborczą jako kandydat na premiera Rewolucji Obywatelskiej zorganizowanej przez Luigiego de Magistrisa. Ugrupowanie poniosło porażkę wyborczą i nie wprowadziło żadnych przedstawicieli do parlamentu.